# Pone Fa'amausili
Pas d'image ? Cliquez ici

a Compétitions nationales et continentales officielles uniquement.

b Matchs officiels uniquement.
Dernière mise à jour le 13 avril 2025.
Pone Fa'amausili, né le 26 février 1997 à Melbourne (Australie), est un joueur international australien de rugby à XV évoluant aux Moana Pasifika au poste de pilier droit.

## Biographie

### Carrière en club
Chez les jeunes, Pone Fa'amausili joue dans plusieurs équipes de rugby à XIII, avant de passer définitivement au rugby à XV, intégrant l'équipe junior des Melbourne Rebels.
Pone Fa'amausili, mesurant 1,96 m et 130 kg, fait ses débuts avec les Melbourne Rising en 2017 dans le National Rugby Championship, puis dispute son premier match de Super Rugby avec les Melbourne Rebels en mai 2018. 
Après avoir réussi à s'imposer comme un élément important des Rebels durant le Super Rugby AU 2020, pendant l'été de cette année, il voit son contrat être prolongé jusqu'en 2022 avec la franchise de Melbourne. 
Durant le mois de juin 2022, il est annoncé qu'il signe une prolongation d'une année supplémentaire avec les Rebels.
En 2023, il marque son premier essai avec la franchise des Rebels face aux Blues en Super Rugby. Après la saison de Super Rugby, son contrat est une nouvelle fois prolongé pour deux ans de plus.
Après avoir peu joué durant l'année 2024, étant notamment prêté aux Waratahs, il s'engage avec les Moana Pasifika pour la saison 2025 de Super Rugby.

### Carrière en équipe nationale
Ayant des origines samoanes, il est toutefois sélectionné avec l'équipe d'Australie des moins de 20 ans en 2017.
Il est sélectionné pour la première fois avec les Wallabies en 2020, mais il ne joue aucun match cette année-là. 
Régulièrement sélectionné par la suite, notamment durant l'année 2021,, ainsi que pour la série de test matchs contre l'Angleterre de juin 2022, il ne dispute toujours aucune rencontre avec l'Australie. De nouveau convoqué durant le Rugby Championship 2022, il connaît finalement sa première cape contre l'Argentine, remplaçant Taniela Tupou (défaite 17 à 48). Ce dernier s'est blessé et Fa'amausili joue donc les deux matchs contre la Nouvelle-Zélande. 
En juillet 2023, durant l'édition 2023 du Rugby Championship, il est à nouveau convoqué en sélection nationale. Le 10 août 2023, il est annoncé au sein du groupe australien de 33 joueurs sélectionnés pour disputer la Coupe du monde 2023 en France. Il participe à deux rencontres contre le pays de Galles et le Portugal durant la compétition.

## Statistiques en équipe nationale
Au 13 avril 2025, Fa'amausili compte 7 capes en équipe d'Australie, dont une en tant que titulaire.
Prenant part à la Coupe du monde en 2023, il également participe à deux éditions du Rugby Championship en 2022 et 2023. 

## Palmarès
Néant